# Juventud Independiente
Club Deportivo Juventud Independiente – salwadorski klub piłkarski z siedzibą w mieście Opico, w departamencie La Libertad. Obecnie występuje na pierwszym szczeblu rozgrywek – Primera División. Domowe mecze rozgrywa na obiekcie Complejo Municipal.

## Historia
Dzieje klubu sięgają 1940 roku, kiedy to jeden z wpływowych mieszkańców miasta Opico, Vicente Rocha, opracował projekt zdrowego wypoczynku dla miejscowej młodzieży, polegający na założeniu zespołu piłkarskiego. Z pomocą Vicente Trujillo i Benjamína Hernándeza utworzył drużynę o nazwie Unión, do której zgłosili się młodzi zawodnicy z głównych szkół w mieście. Ekipa przystąpiła do rozgrywek najniższego wówczas szczebla; Liga Burocrática. Klub został oficjalnie zarejestrowany dopiero 7 września 1943, zmieniając nazwę na CD Juventud Independiente. Pierwszym prezesem został Vicente Rocha, a z nowo powstałym zespołem, który rozgrywał wówczas swoje mecze na boisku Llano de las Cofradías w dzielnicy Cruz, zaczęła się identyfikować zdecydowana większość mieszkańców, mimo funkcjonowania w mieście drużyn o znacznie dłuższej tradycji, jak Fuerte Cuscatleco. Czołowym graczem ekipy był w tych czasach Casto de Jesús Flores, który związał się z Juventudem również po zakończeniu kariery jako oficjalny przedstawiciel klubu.
W latach 70. Juventud zdołał awansować do trzeciej ligi salwadorskiej i szybko włączył się do walki o awans na zaplecze najwyższej klasy rozgrywkowej. W wykonaniu tego zadania przeszkodziły w latach 80. konflikty zbrojne w kraju, w wyniku których większość piłkarzy drużyny wyemigrowało do Stanów Zjednoczonych, a tym samym spotkania zespołu straciły zainteresowanie kibiców. Do drugiej ligi ekipa awansowała dopiero w sezonie 1990/1991, w decydującym o promocji dwumeczu pokonując klub CD Juventud Olímpica. Niedługo potem Juventud spadł jednak z powrotem do trzeciej ligi. W 1994 roku władze klubu założyły akademię juniorską, na której zdolnych wychowankach przez najbliższy czas opierał się skład zespołu. W 1997 roku nowym burmistrzem Opico został Romeo Barillas, który objął również funkcję prezesa Juventudu i zrestrukturyzował zespół – na stanowisku szkoleniowca zatrudnił Juana Ramóna Sáncheza, który trenował drużynę przez następne dziesięć lat. Już po upływie trzech sezonów wprowadził Juventud z powrotem do drugiej ligi, a tam z kolei kilkakrotnie ocierał się ze swoimi podopiecznymi o awans do Primera División de Fútbol Profesional. 
W 2007 roku Sánchez po dekadzie spędzonej w Juventudzie opuścił go na rzecz CD Chalatenango, a nowym trenerem ogłoszono Jorge Ábrego. Pod wodzą tego szkoleniowca w sezonie 2007/2008 klub wywalczył historyczny, pierwszy w dziejach zespołu awans do najwyższej klasy rozgrywkowej, po triumfie w dwumeczu nad San Salvador FC. Niemal bezpośrednio po tym sukcesie do drużyny powrócił trener Sánchez, lecz po sezonie 2008/2009, zaledwie po roku spędzonym w Primera División, jego podopieczni spadli z powrotem do drugiej ligi, zajmując ostatnie miejsce w tabeli relegacyjnej. Nieobecność Juventudu w pierwszej lidze trwała jednak zaledwie dwa lata, gdyż w rozgrywkach 2010/2011, po triumfie nad CD Titán, klub ponownie awansował do Primera División.

## Aktualny skład
Stan na 1 września 2015.
| Nr | Poz. | Piłkarz              |
| -- | ---- | -------------------- |
| 1  | BR   | Wilber Ramírez       |
| 2  | PO   | Jorge Umanzor        |
| 3  | OB   | Ever Ávila           |
| 4  | OB   | Israel Landaverde    |
| 5  | OB   | Nixon Restrepo       |
| 6  | PO   | Óscar Jiménez        |
| 7  | OB   | Juan Carlos Orellana |
| 8  | PO   | Iván Barahona        |
| 9  | PO   | René Alvarado        |
| 10 | PO   | Allan Rovira         |
| 11 | NA   | Erick Rivera         |
| 12 | OB   | Juan Josué Sánchez   |
| 14 | NA   | Álvaro Guardado      |
| 15 | OB   | Raúl Orellana        |
| 16 | NA   | Emmanuel Rodríguez   |

| Nr | Poz. | Piłkarz              |
| -- | ---- | -------------------- |
| 17 | NA   | César Larios         |
| 19 | NA   | Jefferson Viveros    |
| 20 | OB   | Ramiro Carballo      |
| 21 | PO   | Daniel Alemán        |
| 22 | OB   | Aníbal Parada        |
| 23 | BR   | Julio Martínez       |
| 24 | OB   | Mauricio Perla       |
| 25 | PO   | Camilo García        |
| 26 | PO   | Mario Morales        |
| 27 | OB   | Alexis Castellanos   |
| 32 | PO   | Óscar Cortéz         |
| 34 | NA   | Gerson Chamul        |
| 39 | NA   | Juan Mejía           |
| 41 | PO   | Alex Hernández       |
| 42 | PO   | José Manuel Barahona |

## Trenerzy
- Juan Ramón Sánchez (sty 1997 – gru 2007)
- Jorge Ábrego (sty – lis 2008)
- Juan Ramón Sánchez (sty 2009 – maj 2015)
- Jorge Ábrego (od cze 2015)